# Orthocomotis magicana
Orthocomotis magicana (Zeller, 1866) è un lepidottero appartenente alla famiglia Tortricidae, presente in Costa Rica, Colombia e Venezuela. La specie abita principalmente foreste e zone boschive, ma può essere trovata anche in parchi e giardini.
L'adulto di Orthocomotis magicana ha un'apertura alare di circa 20-25 mm. La colorazione delle ali anteriori è grigio-brunastra, con diverse bande trasversali bianche e nere. Le ali posteriori sono bianche con una larga banda marrone nella parte centrale.
Le larve di Orthocomotis magicana si nutrono di foglie di varie piante, tra cui querce, betulle e pioppi. Gli adulti volano in primavera e in estate e sono attratti dalla luce.